# Abdel Kharrazi
Abdel Kharrazi (en arabe : عبد الوليد خرازي) est un footballeur marocain, né le 20 septembre 1976 à Errachidia et mort le 25 octobre 2023 à Sète. Son poste de prédilection est défenseur.

## Biographie
Joueur du FC Sète depuis 1995, il dispute 33 matchs en Ligue 2 avec ce club lors de la saison 2005-2006.
Le 9 octobre 2013, après avoir repris l’entraînement avec l'équipe première à la suite d'une blessure aux adducteurs, il se blesse de nouveau à l'entraînement et a dû être évacué par les pompiers. Verdict : rupture des ligaments croisés et saison terminée.
Le 25 octobre 2023, l'icône des dernières années professionnelles du FC Sète meurt après un long combat contre la maladie de Charcot.

## Carrière
- Depuis 1995 : FC Sète  France (L2, Nat, CFA...)[2]

## Palmarès
- FC Sète 34
  - Champion de Division d’Honneur du Languedoc en 2012
  - Champion de CFA 2 Groupe E en 2014